# Mollie Bean
Mollie Bean o Melvin Bean fue una mujer de Carolina del Norte que, disfrazada de hombre, se unió a la 47.ª unidad de Carolina del Norte, en el ejército Confederado durante la Guerra de Secesión estadounidense.

## Carrera
Se alistó con el falso nombre de Melvin Bean y fue capturada en uniforme por las fuerzas de la Unión a las afueras de Richmond, Virginia, en la noche del 17 de febrero de 1865. Cuando fue interrogada en la oficina del mariscal de campo, dijo que había servido con el 47.º por dos años siendo herida dos veces, pero que ninguna de tales ocasiones llevó a su descubrimiento. Estas heridas probablemente fueron menores. (North Carolina Troops 1861-1865—a Roster, vol. XI, editor W.T. Jordania). Dado que aparece registrada en la unidad en 1863, su declaración indica que pudo haber luchado en la Batalla de Gettysburg. Según los informes, su capitán era John Thorp.
El Richmond Whig, el cual informó del caso el 20 de febrero de 1865, supuso que otros soldados sabían del verdadero género de Bean e insinuó que ella pudo haber mantenido relaciones íntimas con uno o más de ellos. Sin embargo, ninguna de tales afirmaciones se basaba en ninguna evidencia concreta, el propio testimonio de Bean o de cualquier otro soldado en su unidad. 
Posteriormente, fue acusada de ser una espía y "manifiestamente loca", siendo encarcelada en la prisión de Castle Thunder en Richmond, a donde Mary y Molly Bell habían llegado el 19 de octubre de 1864.

## Ficción
Es un personaje importante en la novela alternativa de Harry Turtledove The Guns of the South. En el libro es presentada como una prostituta que se casa con un soldado de Carolina del Norte amigo y el maestro que la enseña a leer.